# Faroese Securities Market
Der Faroese Securities Market (Virðisbrævamarknaður Føroya – Der färöische Wertpapiermarkt), im Folgenden VMF genannt, ist eine Wertpapierbörse auf den Färöer-Inseln und wurde am 7. November 2000 gegründet und hat seinen Sitz in Tórshavn. Zu den Gründern des Unternehmens gehörten Emittenten, Investoren, Banken und ein Maklerunternehmen sowie färöische Regierungsbehörden. Zum Zeitpunkt der Gründung von VMF betrug das Stammkapital 3 Millionen DKK bzw. 750.000 DKK pro Anlegerkategorie. Seitdem wurde das Kapital durch eine Investition von 6 Millionen DKK auf 9 Millionen DKK erhöht. Die färöische Regierung steuerte 4 Millionen DKK und die färöische Regierungsbank 2 Millionen DKK zu dieser Investition bei.

## Geschichte
Die Diskussion über die Einrichtung eines färöischen Wertpapiermarktes begann 1997 nach der Veröffentlichung des Berichts „Stock Market and Equity Issues“ (Partabrævamarknaður og eginpeningsviðurskifti). Dieser Bericht kam zu dem Schluss, dass Bedarf für eine färöische Wertpapierbörse bestehe. Auch wenn färöische Unternehmen ihre Aktien beispielsweise an der dänischen Börse notieren könnten, ist dies nicht geschehen. Die vermuteten Gründe dafür sind vielfältig: Die Kopenhagener Börse galt als zu groß für färöische Unternehmen; Es wurden keine Anstrengungen unternommen, diese Unternehmen dabei zu unterstützen, sich an die Börse zu bringen. Die Zinsen auf Einlagen bei färöischen Banken wurden sehr gering besteuert, was es attraktiv machte, Bareinlagen mit garantierter Rendite zu unterhalten. Es gab Bestrebungen, Anleihen auszugeben. Die meiste Erfahrung in diesem Bereich hatte die färöische Regierung, die seit 1994 Anleihen an der dänischen Börse begibt. Diese Anleihen wurden jedoch nur wenig gehandelt. Daher kam man 1997 zu dem Schluss, dass es am besten wäre, eine färöische Wertpapierbörse sowohl für Aktien als auch für Anleihen einzurichten. Man war der Ansicht, dass eine Wertpapierbörse nicht nur einen Mehrwert für alle Beteiligten einer Wertpapierbörse schaffen, sondern auch einen großen Nutzen für die färöische Gesellschaft als Ganzes darstellen könnte.

## Besitzverhältnisse
Die jetzigen Eigentümer sind:
Emittenten:
(Framtaksgrunnur Føroya, Føroya Reiðarafelag, Føroya Arbeiðsgevarafelag und Fíggingargrunnurin frá 1992), 750.000 DKK
Investoren:
(Tryggingarfelagið Føroyar und Føroya Lívstrygging), 750.000 DKK
Banken und ein Maklerunternehmen:
(Føroya Banki, Føroya Sparikassi, Kaupthing Føroyar Virðisbrævameklarafelag, Norðoya Sparikassi und Suðuroyar Sparikassi), 750.000 DKK
Färöische Behörden:
(Føroya Landsstýri und Landsbanki Føroya), 6,75 Millionen DKK